# Rampart College
El Rampart College (también llamado Freedom College y Freedom School) fue un instituto superior libertario establecido por Robert LeFevre en Colorado, Estados Unidos. Ofrecía una formación no-acreditada de 4 años, de formación política, filosófica y económica para liberales clásicos y anarquistas libertarios; posteriormente el instituto se trasladó al Sur de California.

## Historia
En 1957, LeFevre fundó la Freedom School, que dirigió hasta 1973, en Colorado Springs, Colorado. Freedom School fue diseñada para educar a las personas en la filosofía de LeFevre del significado de la libertad individual y del libre mercado a través de conferencias y seminarios permanentes. LeFevre añadió el Rampart College, un centro educativo superior de cuatro años no acreditado, en 1963. Ambas instituciones compartieron el mismo campus, y había un periódico, The Pine Tree Press, que publicó obras de ambas, incluyendo un boletín informativo para Freedom School, el Rampart Journal of Individualist Thought (1965-68), y un tabloide de noticias.
En 1965, después de que una inundación devastó el campus, la escuela y la universidad se mudaron al Sur de California, donde fueron sucedidas por el Rampart Institute hasta 1973, bajo el patrocinio del empresario Roger Milliken.

## Personajes
Los profesores de planta incluían a Butler Shaffer y Sy Leon. Notables profesores temporales o invitados fueron Rose Wilder Lane,Milton Friedman, FA Harper, Frank Chodorov, Leonard Read, Gordon Tullock, G. Warren Nutter, Bruno Leoni, James J. Martin, y Ludwig von Mises.
Los graduados notables incluyen a Roy Childs, Kerry Thornley, Fred Koch y Charles Koch, y Roger MacBride.